# マリン・ヤコリシュ
マリン・ヤコリシュ（Marin Jakoliš、1996年12月26日 - ）は、クロアチア・シベニク出身のプロサッカー選手。Aリーグ・メン・マッカーサーFC所属。ポジションはフォワード。